# 바탄역
바탄역(스페인어: Batán)은 마드리드 지하철 10호선의 역이다. 마드리드 라티나 구 루세로 지역에 위치해 있으며 몽클로아아라바카 구하고도 걸쳐 있다. 카미노 비에호 데 캄파멘토 옆에 자리해 있으며, 근처에 투우사 학교가 있다. 요금구역상으로는 A구역에 속한다.

## 역사
1961년 2월 4일 옛 교외선의 카라반첼-차마르틴 데 라 로사 구간 개통과 함께 문을 열었다. 10호선에서는 라고 역과 함께 유일하게 지상에 위치한 역이다. 초창기에는 섬식 승강장으로 지어졌으나 나중에 광궤 선로를 재설치하는 과정에서 상대식 승강장으로 다시 지었다.

## 환승 정보
역 주변에 시내버스 정류장이 세 곳 있다.
버스
- 시내버스
  - 33, 55, 65번 노선 (주간)

지하철
| 마드리드 지하철             | 마드리드 지하철        | 마드리드 지하철               |
| --------------------------- | ---------------------- | ----------------------------- |
| 라고 오스피탈 인판타 소피아 | 마드리드 지하철 10호선 | 카사 데 캄포 푸에르타 델 수르 |